# Gertrud Leutenegger
Pour les articles homonymes, voir Leutenegger.
Gertrud Leutenegger est une poétesse, romancière, dramaturge et metteuse en scène suisse née le 7 décembre 1948 à Schwytz, où elle meurt le 20 juin 2025.

## Biographie

### Enfance et études
Gertrud Leutenegger naît en 1948 et grandit à Schwytz, en Suisse, où son père est éditeur de livres. Sa sœur est Beatrice Eichmann-Leutenegger, critique littéraire. Elle vit ensuite en Suisse italienne et en Suisse romande. Après avoir terminé ses études secondaires, elle suit d'abord une formation d'enseignante et devient institutrice en maternelle. Elle travaille également dans une clinique psychiatrique pendant un certain temps et est gardienne à la Maison Nietzsche à Sils im Engadin.

### Carrière
L'intérêt de Leutenegger pour le théâtre l'amène à étudier l'art dramatique à l'Université des Arts de Zurich de 1976 à 1979, où elle étudie le théâtre de mise en scène, Regietheater. En 1978, elle travaille comme assistante de production de Jürgen Flimm (en), un célèbre représentant du Regietheater, au Deutsches Schauspielhaus de Hambourg,. La même année, elle reçoit le prestigieux prix du jury du prix Ingeborg-Bachmann pour ses premiers travaux littéraires. De nombreux autres prix et distinctions lui sont également décernés par la suite,.
Après de brefs séjours à Florence et à Berlin, Leutenegger vit longtemps au Japon. Elle vit à Zurich. En 2010, elle est élue à l'Académie allemande pour la langue et la littérature de Darmstadt.

## Travail littéraire
Leutenegger se fait d'abord connaître en tant que poète, puis apporte sa vision poétique à ses romans, dont le premier, Vorabend, est publié en 1975. Son œuvre se distingue par sa vision subjective, son recours aux mythes, aux contes de fées, aux rêves et à la poésie, ainsi que par un fort engagement politique, par exemple dans le roman Kontinent, publié en 1985, qui traite de la question des dommages causés à l'environnement.
Elle écrit sur la condition féminine et sa perception de l'amour.
Le roman Panischer Frühling, raconte l'histoire d'une femme bloquée à Londres lorsque l'éruption du volcan islandais Eyjafjallajökull en 2010 interromp soudainement tout le trafic aérien. Ce livre est sélectionné pour le Prix suisse du livre et le Prix du livre allemand en 2014 et reçoit le Prix Roswitha (en) la même année.